# Provincia de Obando (Cauca)
La provincia de Obando fue una de las provincias del Estado Soberano del Cauca y del departamento del Cauca (Colombia). Fue creada por medio de la Ley 131 del 23 de octubre de 1863 a partir del territorio de la Provincia de Túquerres. Tuvo por cabecera a la ciudad de Ipiales. La provincia comprendía el territorio de la actual región nariñense del Sur.

## Geografía

### División territorial
En 1876 la provincia comprendía los distritos de Ipiales (capital), Carlosama, Cumbal, Contadero, Guachucal, Iles, Males, Potosí y Pupiales.
En 1905 la provincia comprendía los distritos de Ipiales (capital), Aldana, Carlosama, Córdoba, Cumbal, Contadero, Guachucal, Gualmatán, Iles, Potosí, Puerres y Pupiales.